# Bhadravati
Bhadravati – przemysłowe miasto w indyjskim stanie Karnataka, nad rzeką Bhadra. Według spisu z 2011 roku liczy 151,1 tys. mieszkańców. Znajduje się w odległości około 255 kilometrów od stolicy stanu Bengaluru i około 20 kilometrów od siedziby dystryktu – Shivamogga.